# Fatta eld (roman)
Fatta eld (originaltitel: Catching Fire) är en roman från 2009 och andra delen i romantrilogin Hungerspelen av Suzanne Collins. Den bygger den vidare på berättelsen om Katniss Everdeen och det postapokalyptiska landet Panem. Efter händelserna i den föregående boken har ett uppror mot huvudstaden inletts, och Katniss och Peeta Mellark tvingas återvända till arenan i en specialupplaga av hungerspelen.
Boken utgavs första gången den 1 september 2009 av Scholastic och har senare släppts som e-bok och ljudbok. Fatta eld möttes av övervägande positiv kritik där recensenterna hyllade Collins prosa, bokens slut och utvecklingen av rollfiguren Katniss. Enligt kritikerna är överlevnad, auktoritarianism, uppror och ömsesidigt beroende kontra självständighet centrala teman i boken.